# Volquin
Volquin (von Naumbur) (alto alemán medio: Volkewîn), también conocido como Folkwin, Wolkwin y Wolquin, fue el segundo maestre (herrmeister) de los Hermanos Livonios de la Espada desde 1209 hasta 1236. A veces su nombre está compuesto con el apéndice Schenk.

Nacido en Naumburg, Alemania sucedió al primer maestre de la orden Wenno von Rohrbach. Volquin lideró a los cruzados durante las cruzadas bálticas en Letonia y Estonia contra los samogitios, curonianos, semigalianos, y selonianos. Murió en el enfrentamiento armado contra los samogitios que desembocó en la batalla de Saule en 1236 y casi aniquiló a la orden militar y obligó a la precarios supervivientes a unirse a la Orden Teutónica de Hermann Balk en 1237 con la autorización papal.